# Telesphore Placidus Toppo
Telesphore Placidus Toppo, indijski rimskokatoliški duhovnik, škof in kardinal, * 15. oktober 1939, Chainpur, Britanska Indija, † 4. oktober 2023.

## Življenjepis
3. maja 1969 je prejel duhovniško posvečenje.
8. junija 1978 je bil imenovan za škofa Dumke.
8. novembra 1984 je bil imenovan za nadškof pomočnika Ranchija in 7. avgusta 1985 je nasledil nadškofovsko mesto.
21. oktobra 2003 je bil povzdignjen v kardinala in imenovan za kardinal-duhovnika S. Cuore di Gesù agonizzante a Vitinia.